# Neozimiris escandoni
Neozimiris escandoni är en spindelart som beskrevs av Müller 1987. Neozimiris escandoni ingår i släktet Neozimiris och familjen Prodidomidae.
Artens utbredningsområde är Colombia. Inga underarter finns listade i Catalogue of Life.